# Amegilla amymone
Amegilla amymone là một loài Hymenoptera trong họ Apidae. Loài này được Bingham mô tả khoa học năm 1896.